# Phyllachora mutisiae
Phyllachora mutisiae är en svampart som beskrevs av Speg. 1902. Phyllachora mutisiae ingår i släktet Phyllachora och familjen Phyllachoraceae.   Inga underarter finns listade i Catalogue of Life.